# Lynne Cheney
 (février 2019).
Si vous disposez d'ouvrages ou d'articles de référence ou si vous connaissez des sites web de qualité traitant du thème abordé ici, merci de compléter l'article en donnant les références utiles à sa vérifiabilité et en les liant à la section « Notes et références ».
Lynne Cheney, née Lynne Ann Vincent le 14 août 1941 à Casper, dans le Wyoming, est une personnalité américaine, écrivaine et femme politique, surtout connue pour être l'épouse de Dick Cheney, 46e vice-président des États-Unis de 2001 à 2009, avec qui elle est mariée depuis 1964. Elle fut donc la deuxième dame des États-Unis de 2001 à 2009.
Présidente de la Fondation nationale pour les sciences humaines de 1986 à 1993, membre non officiel de l'administration G. W. Bush, Lynne Cheney, politiquement très engagée, est un soutien actif et médiatique du Parti républicain et de ses élus. On dit qu'elle exerçait une certaine influence sur son mari, qui lui devrait en partie son ascension politique.

## Études
Née à Casper (Wyoming), elle obtient un Master en Arts, avec la meilleure mention possible, à l'université du Colorado et un doctorat en littérature britannique du XIXe siècle à l'université du Wisconsin.

## Carrière
Lynne Cheney mène sa propre carrière dans le service public. Elle est à la tête du Fondation nationale pour les sciences humaines (organisme chargé de promouvoir la culture et l'éducation pour tous par des actions de mécénat) de 1986 à 1993. En 1995, elle fonde l'American Council of Trustees and Alumni, observatoire conservateur sur l'organisation des études supérieures américaines.

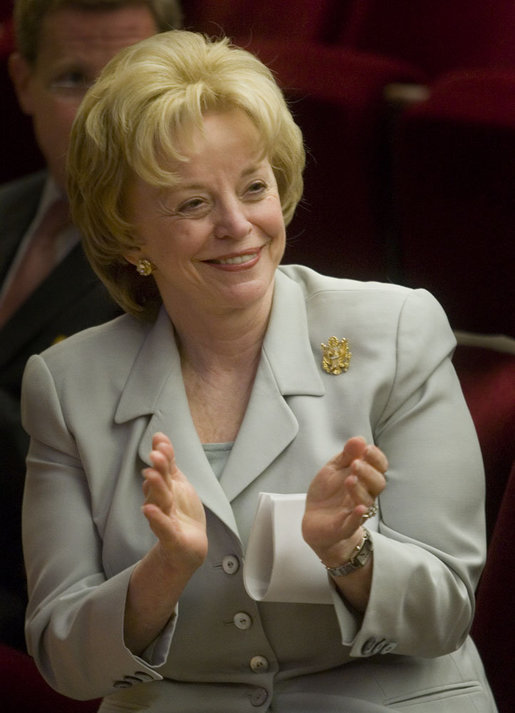
Lynne Cheney en 2007.

Elle est l'un des principaux membres dans les domaines de l'éducation et de la culture de l'American Enterprise Institute for Public Policy Research (ONG à but non lucratif dont la vocation est de promouvoir les « fondements de la liberté : capitalisation privée, interventionnisme étatique limité, institutions politiques et culturelles dynamiques, une politique étrangère et une défense nationale forte »). C'est aussi une rédactrice régulière du Reader's Digest.
Lynne Cheney est membre du conseil d'administration de Lockheed de 1994 à 2001, poste qu'elle quitte à l'investiture de son mari.
En 2000, des rumeurs courant chez les Républicains la considéraient comme une coéquipière potentielle de George W. Bush dans la course à la Maison-Blanche. Bush lui préfère cependant son mari. Néanmoins, elle est politiquement très engagée, et un soutien actif et médiatique du Parti républicain et de ses élus, se démarquant ainsi fortement de Laura Bush, Première dame des États-Unis, qui s'est totalement écartée de tout soutien politique direct.
Lynne Cheney s'est aussi régulièrement engagée contre la violence et le sexe dans la musique, elle s'est aussi attaquée aux concepteurs de jeux vidéo pour les mêmes raisons. Ceci provoqua une réponse de la part du rappeur Eminem qui la ridiculisa avec son mari dans ses chansons et ses clips vidéo.
Elle a écrit plusieurs livres sur les Pères fondateurs des États-Unis.

## Vie de famille
Richard (Dick) et Lynne Cheney ont deux filles, Elizabeth et Mary, et cinq petits-enfants (Kate, Elizabeth, Grace, Philip et Samuel).
Elizabeth Cheney, née le 28 juillet 1966, est mariée et mère de cinq enfants. Diplômée en droit de l'université de Chicago en 1996, elle a d'abord été avocate experte en droit international, puis consultante et travaille ensuite pour le département d'État, au Bureau chargé des affaires du Proche-Orient. Elle est représentante du Wyoming depuis 2017.
Leur seconde fille Mary Cheney est née le 14 mars 1969. Mary est une lesbienne affirmée et vit avec sa concubine Heather Poe en Virginie. Elle fait partie des plus proches collaborateurs de son père, dont elle est la confidente. En juillet 2003, elle devient la directrice des opérations pour la campagne de réélection Bush-Cheney 2004. Jusqu'en mai 2000, elle était chargée des relations publiques de la marque de bière Coors auprès de la communauté gay et lesbienne. Elle a écrit un livre sur son travail avec son père.

## Dans la fiction
- Dans le film Vice (2018) d'Adam McKay, son rôle est joué par Amy Adams.